# Witold Bublewski

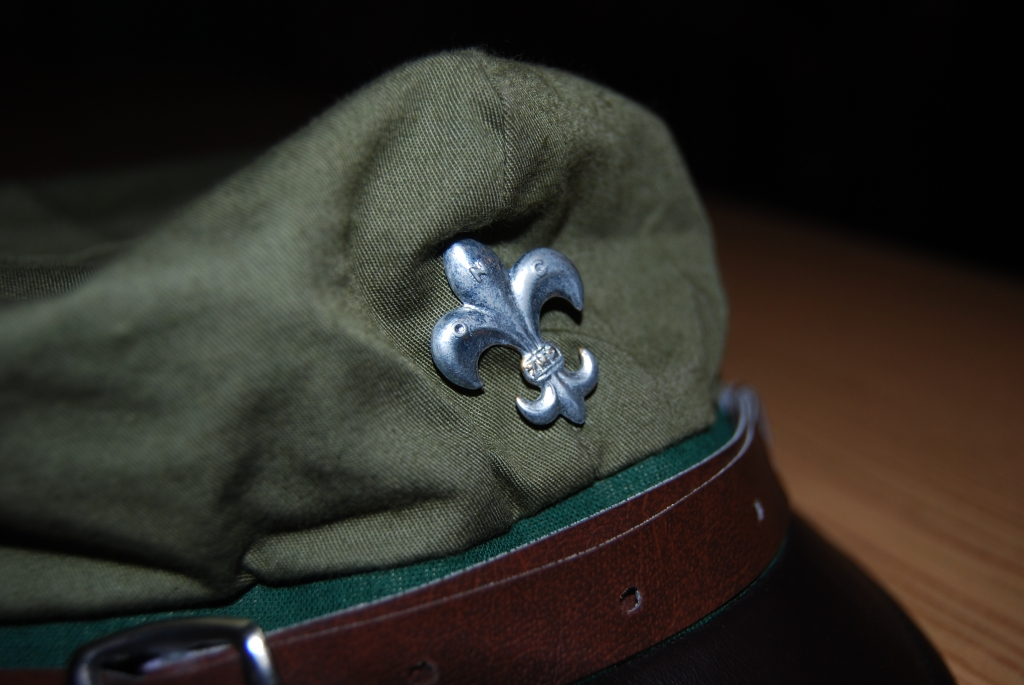
O Witoldzie Bublewskim pisano
„Wodniak z lilijką w życiorysie”
i „Harcerz Całym Życiem”

Witold Bublewski, ps. „Wybicki”, „Rybicki” (ur. 7 czerwca?/20 czerwca 1904 w Kamyszynie nad Wołgą, zm. 22 lipca 2007 w Warszawie) – harcmistrz, żeglarz (j.kpt.ż.m.), twórca wychowania morskiego w polskim harcerstwie, kapitan Marynarki Wojennej, współtwórca (z Eugeniuszem Kwiatkowskim) Związku Miast i Gmin Morskich.

## Życiorys

### Dzieciństwo
Witold Bublewski urodził się w Kamyszynie nad Wołgą. Jego matka, Wanda z Lutkiewiczów  Bublewska (1880–1946), była nauczycielką języków obcych i dyrektorką gimnazjum, ojciec, Franciszek Bublewski (1875–1917), był członkiem rodziny szlachty laudańskiej – zesłańców po powstaniu styczniowym, z zawodu doktorem weterynarii i ichtiologiem, Głównym Zarządcą Rybołówstwa na dolnej Wołdze. Ojciec przekazał synowi zainteresowania gospodarką wodną, zabierając go niekiedy na wyprawy po Wołdze i Donie oraz na Morze Kaspijskie. Witold uczęszczał do sześcioklasowego gimnazjum klasycznego w Carycynie, gdzie wstąpił do tajnego wodniackiego zastępu polskich skautów, organizowanego przez Jerzego Naumana. Tę aktywność przerwała I wojna światowa. Ojciec został powołany do wojska (jako lekarz weterynarii w korpusu kawalerii); zginął w roku 1917 na froncie kaukaskim. Kilkunastoletni syn, który w roku 1919 ukończył gimnazjum, wziął na siebie obowiązek opieki nad rodziną – matką i trójką młodszego rodzeństwa – w trudnych latach rewolucji październikowej. Gdy Anton Denikin zdobył Carycyn sytuacja mieszkających tam Polaków bardzo się pogorszyła. Rodzina Bublewskich zabrała ze swego domu tylko osobiste rzeczy i wyruszyła do Polski (przez Noworosyjsk, Konstantynopol i Rumunię). Początkowo zamieszkała w Wołominie. Witold szybko zaangażował się w działalność harcerską. Należał do Warszawskiej Drużyny Harcerzy im. Józefa Wybickiego (39 WDH; zob. wykaz drużyn).

### Wojna polsko-bolszewicka

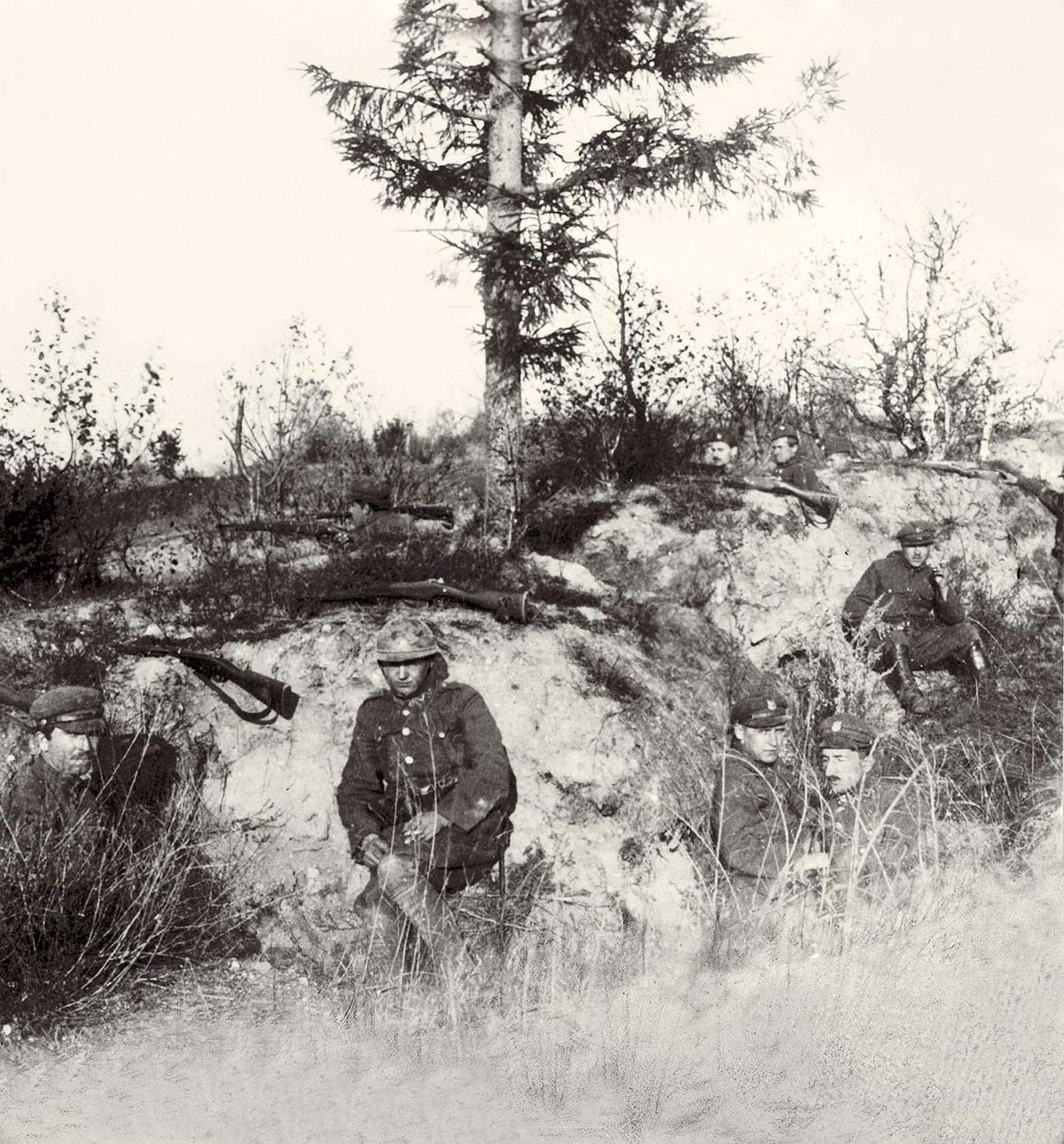
Stanowisko polskiej piechoty koło Radzymina podczas wojny polsko-bolszewickiej (sierpień 1920)

W czasie wojny polsko-bolszewickiej rodzina przeniosła się z zagrożonego Wołomina do Warszawy. Szesnastoletni Witold Bublewski zgłosił się – ze swoją drużyną – do wojska, aby uczestniczyć w obronie Warszawy. Młodzież skierowano do wojsk inżynieryjnych (łączność). Harcerski pluton kompanii inżynieryjnej otrzymał odpowiedzialne zadanie ułożenia polowej linii telefonicznej z Radzymina do Zielonki (zob. bitwa pod Radzyminem). W pamięci Witolda Bublewskiego pozostało na zawsze wspomnienie chwili, gdy został zasypany ziemią wyrzuconą przez uderzającą obok bombę

### Lata międzywojenne
W okresie międzywojennym uzupełniał wykształcenie i nadal oddawał się swojej pasji żeglarskiej; rozpoczął naukę w Państwowej Szkole Budowlaną w Warszawie, którą ukończył jako technik w 1924. Działał w 39 WDH (w roku 1923 został drużynowym). Gdy wiceadmirał Kazimierz Porębski zwrócił się do harcerzy z apelem o budowę „Polski morskiej” (1924), Bublewski przeorganizował 39 WDH na drużynę żeglarską (39 WŻDH).
W roku 1924 zdobył – na kursie morskim na Helu – stopień instruktorski przodownika (równoznaczny ze stopniem podharcmistrza), wstąpił do Ligi Morskiej i Rzecznej, rozpoczął starania o unifikację programów i metodyki szkoleń harcerskich drużyn wodnych. W tym samym roku ukończył Szkołę Budowlaną, ale nie podjął pracy w tym zawodzie. Rozpoczął studia na Wydziale Prawa i Nauk Ekonomiczno-Społecznych Uniwersytetu Warszawskiego, równocześnie pracując w bursie-domu dziecka dla chłopców osieroconych w czasie wojny, prowadzonej przez Radę Główną Opiekuńczą w „koszarach Blocha” pod mostem Poniatowskiego (zob. Jan Gotlib Bloch). W „koszarach” znalazło się również miejsce dla 39 WŻDH. Wraz z podopiecznymi z bursy (wśród których cieszył się dużym autorytetem) i z harcerzami ze swojej drużyny wędrował po podwarszawskich lasach. Pewnego wieczoru grupa trafiła przypadkowo do domu Józefa Piłsudskiego, gdzie została gościnnie przyjęta. Znalazł dla nich czas sam Marszałek, okazując zainteresowanie ich działalnością (drużynowego zaprosił na swoje imieniny w dniu 19 marca). W latach 1927–1929 służył w 76 Lidzkim pułku piechoty w Grodnie.

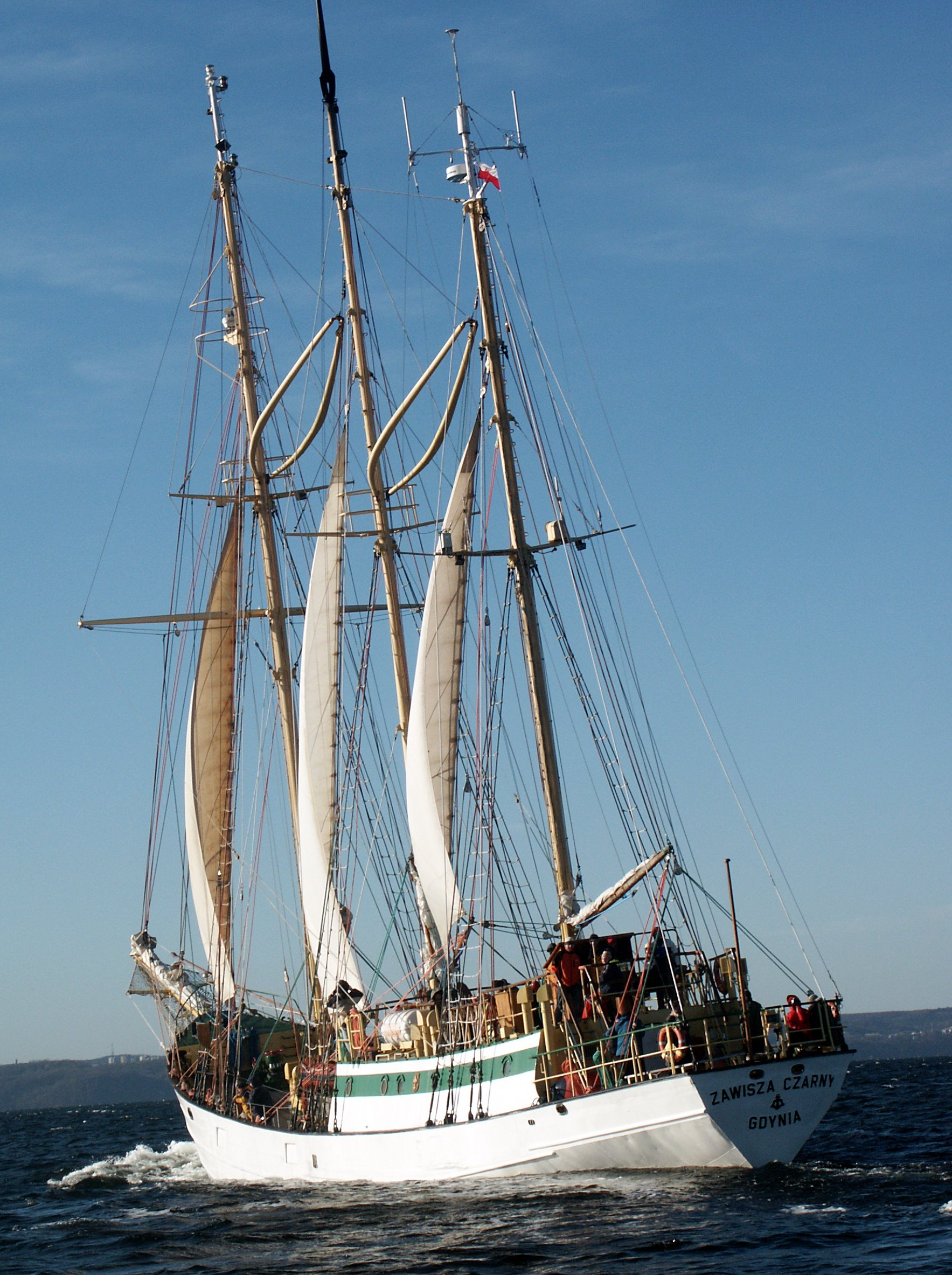
s/y Zawisza Czarny II, następca „Zawiszy Czarnego” z roku 1934, dowodzonego przez gen. Mariusza Zaruskiego; oba jachty polscy harcerze otrzymali dzięki staraniom Witolda Bublewskiego

Bandera ZHP

W latach 30. Witold Bublewski pracował w Głównej Kwaterze Harcerzy, początkowo jako kierownik referatu drużyn morskich, a od roku 1931 jako kierownik Wydziału Drużyn Żeglarskich (ze stopniem jachtowego kapitana żeglugi morskiej). Dodatkowo był wizytatorem Pomorskiej Chorągwi Harcerzy (1931–1933), członkiem Komisji Dyscyplinarnej (1933–1934, 1937–1939) i Osobowej (1934–1937). W latach 1936–1939 wchodził w skład Naczelnej Rady Harcerskiej. Zajmował się działalnością wydawniczą:
- wydał książkę „Kajakiem na szlaku wodnym” (Warszawa 1931),
- był inicjatorem utworzenia i redaktorem „Harcerskiej Biblioteki Drużyn Żeglarskich” (13 tomików),
- zainicjował wydawanie harcerskiego miesięcznika „Żeglarz” (ukazywał w latach 1934–1939),
- napisał ponad 300 artykułów opublikowanych w czasopismach harcerskich i młodzieżowych („Harcerz”, „Na Tropie”, „Czuj Duch”, „Żeglarz”).

Z jego inicjatywy wyposażono polskie harcerstwo w żaglowiec „Zawisza Czarny” – w roku 1934 odpowiednio przebudowano 3-masztowy szkuner handlowy, a 3 maja 1935 roku delegacja KHDŻ (pod przewodnictwem W. Bublewskiego) poprosiła gen. Mariusza Zaruskiego o objęcie stanowiska kapitana harcerskiego żaglowca. W tym samym czasie zakupiono dla Harcerskiego Ośrodka Morskiego w Jastarni flotyllę dziesięciu „Czajek” (fińskich balastowych jachtów szkoleniowych typu „Vingbot”). Na harcerskie jednostki wciągano banderę, którą Witold Bublewski zaprojektował będąc jeszcze drużynowym 39 WŻDH, w roku 1929 (jest dotychczas banderą ZHP). 
Był organizatorem ośrodków żeglarskich oraz komendantem zlotów i kursów szkoleniowych, m.in.:
- 1932 – komendantem krajowego Zlotu Harcerzy Wodnych (ok. 2000 harcerzy) oraz współorganizatorem Międzynarodowego Zlotu Skautów Wodnych w Garczynie k. Kościerzyny,
- 1933 – komendantem samodzielnego podobozu żeglarskiego na Jamboree w Gödöllő k. Budapesztu (w zawodach 39 WŻDH zajęła I miejsce),
- 1934 – współtwórcą harcerskiego ośrodka morskiego w Jastarni, w którym przeszkolono 400 harcerzy,
- 1935 – inicjatorem utworzenia „harcerskiej szkoły pod żaglami” na „Zawiszy Czarnym” (pod dowództwem gen. Zaruskiego).

Dla swojej drużyny zorganizował 16 morskich kursów szkoleniowych w Jastarni i Gdyni. Wspierał powstające w tych latach żeglarstwo kobiece, m.in. osobiście przyprowadził w roku 1934, na Zlot Harcerek Chorągwi Pomorskiej, pierwszy jacht pełnomorski harcerek, „Grażyna”, który otrzymały od Michała Grażyńskiego (wojewody śląskiego i przewodniczącego ZHP). 
Na flagowym jachcie ZHP „Zawisza Czarny” w czerwcu 1939 roku pływali m.in. chłopcy z 23 Warszawskiej Drużyny Harcerzy z Gimnazjum im. Batorego w Warszawie, z której pochodzili przyszli żołnierze batalionów „Parasol” i „Zośka”.

### II wojna światowa
Po mobilizacji w 1939 został dowódcą plutonu 76 Lidzkiego pułku piechoty. W kampanii wrześniowej walczył w obronie Płocka, Warszawy i Modlina (odniósł rany).
W czasie okupacji niemieckiej hm. Witold Bublewski (pseudonimy „Wybicki” i „Rybicki”) był zastępcą gen. Mariusza Zaruskiego, komandora konspiracyjnego Harcerskiego Kręgu Morskiego; od śmierci generała był komandorem HKM. Związani z nim harcerze morscy zostali włączeni do utworzonego w roku 1940 zespołu konspiracyjnej Marynarki Wojennej (kryptonim „Alfa”), w której powstaniu największą rolę odegrał Antoni Gniewecki (pseudonim „Witold”). „Alfa” była początkowo podporządkowana ZWZ. Od 1942 roku jednostka funkcjonowała jako Wydział Marynarki Wojennej Komendy Głównej AK (od roku 1944 pod nowym kryptonimem „Ostryga”).
Grupa W. Bublewskiego występowała równocześnie w „Szarych Szeregach” pod kryptonimami „Zatoka”, „Brzeg”, „Ogródek”; podlegała „Pasiece”. Witold Bublewski należał do Rady Programowej „Pasieki”. Jednym z jej zadań było opracowanie, na zlecenie dowództwa „Alfy”, programu wychowania morskiego młodzieży po wojnie, m.in. na rozległym polskim wybrzeżu oraz na terenie innych ziem, określanych w dokumentach „Zatoki” jako „Ziemie Postulowane”.
Po wybuchu powstania warszawskiego Witold Bublewski walczył na Żoliborzu.

### Okres powojenny
W roku 1945 przebywał w Warszawie. Wraz ze współpracownikami, m.in. wracającymi z oflagów i obozów żołnierzami „Alfy” i członkami Ligi Morskiej, podjął próby organizacji wychowania morskiego w nowych warunkach. W efekcie zabiegów podejmowanych w Ministerstwie Żeglugi w lutym 1946 roku powstało w Gdyni Państwowe Centrum Wychowania Morskiego. Jego dyrektorem został hm. Józef Michałowski, a w skład kierownictwa weszło 11 członków KHDŻ i HKM. Działalność Centrum nagle przerwano już na początku roku 1949, a w roku 1950 przestał działać samodzielnie również ZHP.
Witold Bublewski był w latach 1946–1948 kierownikiem Działu Zagadnień Wybrzeża Zachodniego w Delegaturze Rządu do Spraw Wybrzeża w Gdańsku. Współpracował z ministrem Eugeniuszem Kwiatkowskim uruchamiając porty w Darłowie i Kołobrzegu i powołując Związek Gospodarczy Miast Morskich. W następnych latach pracował m.in. w:
- Żegludze Bałtyckiej „GRYF” w Szczecinie (1948–1951, stanowisko dyrektora),
- Centralnym Zarządzie Polskiej Marynarki Handlowej,
- Polskim Ratownictwie Okrętowym w Gdyni,
- Polskim Rejestrze Statków w Gdańsku,
- Centralnym Biurze Konstrukcji Okrętowych nr 1 Stoczni Gdańskiej

(stanowisko szefa Ośrodka Informacji Technicznej i Ekonomicznej Przemysłu Okrętowego).
W latach 1958–1963 równocześnie z pracą zawodową studiował transport morski w Wyższej Szkole Ekonomicznej w Sopocie (studia magisterskie i doktoranckie. Na emeryturę odszedł w roku 1974.
Z chwilą odrodzenia się harcerstwa po 1956 roku, Witold Bublewski zaczął propagować ideę pozyskania i zaadaptowania na potrzeby harcerzy lugrotrawlera „Cietrzew” (obecny Zawisza Czarny II) oraz budowy flotylli harcerskiej znanej później pod nazwą Czerwone Żagle, stworzonej z przerobionych na jachty żaglowe szalup ratunkowych wycofanych ze statku pasażerskiego MS Batory. Zarówno Zawisza Czarny jak i „Czerwoniaki” weszły do eksploatacji w sezonie nawigacyjnym 1961 roku. W 1959 roku Witold Bublewski z byłego Harcerskiego Ośrodka Morskiego w Gdyni (HOM) utworzył Centrum Wychowania Morskiego ZHP, którego komendantem pozostawał aż do 1969 roku, pełniąc tę funkcję społecznie.
Nieustannie – również przez wiele lat po przejściu na emeryturę – działał społecznie, m.in. w:
- Lidze Morskiej i Rzecznej, z którą był szczególnie silnie związany,
- Harcerskim Kręgu Morskim, którym kierował przez kilkadziesiąt lat (do 96 roku życia)[13],
- Kapitule Bractwa Żelaznej Szekli[14],
- grupie założycieli Polskiego Towarzystwa Nautologicznego.

Był inicjatorem działań zmierzających do częściowego wypełnienia woli gen. Mariusza Zaruskiego, który chciał być pochowany w Zakopanem. W roku 1997 na Cmentarzu Zasłużonych na Pęksowym Brzysku złożono urnę z ziemią przewiezioną z Chersonia, w którym Generał został pochowany po śmierci w więzieniu NKWD. W kwietniu 2001 roku, w 60. rocznicę śmierci generała, Witold Bublewski zorganizował symboliczny morski pogrzeb. Ziemia z prochami Mariusza Zaruskiego została wysypana z pokładu STS Generał Zaruski do wody Zatoce Gdańskiej, na podejściu do macierzystego portu „Zawiszy Czarnego”.
Zmarł 22 lipca 2007 w Warszawie. Pochowany na cmentarzu Powązkowskim (kwatera 315a-4-1,2).

## Ordery i odznaczenia[3][2][16]
Bronisław Komorowski:

Jeżeli Andrzej Małkowski stworzył podstawy polskiego skautingu, Aleksander Kamiński metodykę zuchową, to Witold Bublewski był twórcą wychowania morskiego w harcerstwie.

- Krzyż Komandorski Orderu Odrodzenia Polski (1984)
- Krzyż Kawalerski Orderu Odrodzenia Polski (1969)

- Krzyż Walecznych (1939)
- Złoty Krzyż Zasługi z Mieczami (25 lipca 1944)[17]
- Złoty Krzyż Zasługi (1938)
- Srebrny Krzyż Zasługi (dwukrotnie: 1935, 8 maja 1946[18])
- Krzyż Armii Krajowej (1979)
- Krzyż Partyzancki (1959)
- Medal „Za udział w wojnie obronnej 1939” (1982)
- Warszawski Krzyż Powstańczy (1984)
- Medal 40-lecia Polski Ludowej (1984)
- Medal za Warszawę 1939–1945 (1959)
- Medal Zwycięstwa i Wolności 1945 (1948)
- Medal 3 Maja (1930)
- Medal Komisji Edukacji Narodowej (1985)
- Medal Srebrny „Opiekun Miejsc Pamięci Narodowej” (1982)
- „Rozeta z Mieczami” Krzyża „Za Zasługi dla ZHP” (1985)
- Złoty Krzyż „Za Zasługi dla ZHP” (1979)
- Medal Za Zasługi dla Marynarki Wojennej PRL (1986)
- Odznaka 1000-lecia Państwa Polskiego (1966)
- Odznaka Grunwaldzka (1960)
- Złota odznaka honorowa „Zasłużony Pracownik Morza” (1957)
- Odznaka 100 Lat Sportu Polskiego (1967)
- Pierścień Hallera (LMiR, 1996)[19]
- Krzyż „Pro Mari Nostro” (2003)[20]
- Łódzka Komandoria Ligi Morskiej (1999)
- Odznaka „Zasłużony Ziemi Gdańskiej” (1969)
- Odznaka „Za zasługi dla Sopotu”
- Odznaka „Za zasługi dla Koszalina”

## Upamiętnienie
Z okazji 100. rocznicy urodzin Witolda Bublewskiego jego imię nadano Centrum Wychowania Morskiego ZHP w Gdyni; przed budynkiem Centrum odsłonięto pamiątkowy obelisk. Tablicę pamiątkową umieszczono w Ogólnopolskiej Alei Zasłużonych Ludzi Morza w Rewie (pow. pucki, województwo pomorskie) oraz w Alei Żeglarstwa Polskiego w Gdyni.

## Życie prywatne
Witold Bublewski miał troje rodzeństwa:
- Siostra Wanda po mężu Kalińska (1904–1993), ukończyła studia na Uniwersytecie Warszawskim i pracowała jako nauczycielka.
- Brat Olgierd (1905–1945), był członkiem Harcerskiego Kręgu Morskiego, w czasie II wojny światowej – porucznikiem AK; zginął jako żołnierz WP nad Nysą Łużycką.
- Siostra Maria po mężu Frelek (1907–1991), ukończyła Państwowe Seminarium Nauczycielskie w Warszawie i pracowała jako nauczycielka.

Witold Bublewski był dwukrotnie żonaty: od roku 1936 z ekonomistką Aleksandrą z Terajewiczów (1911–1941) oraz od roku 1945 z dr med. Barbarą z Medyńskich (1921–1986). Miał córkę Annę po mężu Winnicką (ur. 1939), i syna Olgierda (ur. 1946). Córka – doktor farmacji – była pracownikiem Instytutu Medycyny Morskiej i Tropikalnej w Gdańsku (obecnie w strukturze Gdańskiego Uniwersytetu Medycznego). Syn – kapitan żeglugi wielkiej – ukończył Wyższą Szkołę Morską w Gdyni.